# Гончарова, Екатерина Ивановна
Екатерина Ивановна Гончарова (10 ноября 1935, Ломакино, Западная область — 11 декабря 2010, Оренбург) — советская работница транспортной отрасли, проводница вагонного депо Оренбург Южно-Уральской железной дороги, полный кавалер ордена Трудовой Славы.

## Биография
Родилась 10 ноября 1935 года в деревне Ломакино Трубчевского района (ныне — Брянской области) в крестьянской семье. Русская. С пяти лет воспитывалась без матери. В годы войны оставалась на оккупированной территории. В 1955 году окончила среднюю школу в селе Плюсково.
В 1956 году вышла замуж и уехала в город Оренбург. В том же году устроилась работать в Оренбургский резерв проводников проводником пассажирского транспорта. С этой организацией была связана все её трудовая деятельность. Неоднократно награждалась почётными грамотами, дипломами и ценными подарками. Работала в молодёжной бригаде — была наставником. Присвоено звание проводника I класса.
Указами Президиума Верховного Совета СССР в 1975 и 1981 годах Гончарова Екатерина Ивановна награждена орденами Трудовой Славы 3-й и 2-й степеней.
Указом Президиума Верховного Совета СССР от 3 июля 1986 года за успехи, достигнутые в выполнении заданий одиннадцатой пятилетки и социалистических обязательств, Гончарова Екатерина Ивановна награждена орденом Трудовой Славы 1-й степени. Стала полным кавалером ордена Трудовой Славы.
Более тридцати пяти лет проработала в вагонном депо Оренбурга проводником. В 1990 году ушла на заслуженный отдых, но ещё до 1996 года продолжала работать.
Жила в городе Оренбург. Умерла 11 декабря 2010 года. Похоронена на кладбище «Степное-1».

## Награды
- Орден Трудовой Славы 1 степени (1986)
- Орден Трудовой Славы 2 степени (1981)
- Орден Трудовой Славы 3 степени (1975)
- медали
- Звание «Заслуженный работник транспорта РСФСР»